# Chrysasura wollastoni
Chrysasura wollastoni là một loài bướm đêm thuộc phân họ Arctiinae, họ Erebidae.